# Tmesisternus hieroglyphicus
Tmesisternus hieroglyphicus è una specie di coleottero del genere Tmesisternus, famiglia Cerambycidae. Fu descritta scientificamente da Blanchard nel 1853 e abita frequentemente le foreste tropicali della zona occidentale della Papua Nuova Guinea. È una specie che raggiunge dimensioni tra i 15 e i 18 mm.